# Черніков Володимир Валерійович
Володимир Валерійович Черніков (15 січня 1982, Київ) — український реп-співак. У минулому — футболіст. Син футболіста Валерія Чернікова.

## Біографія
Вихованець київського «Динамо». В професійному футболі дебютував 1998 року в матчі за третю команду, яка виступала в другій лізі. З наступного року став виступати і за другу команду, проте в основній команді так і не дебютував, через що з літа 2002 року став виступати на правах оренди за вищолігову «Оболонь», де і провів півтора року. Після цього на правах оренди протягом сезону 2004 року виступав за російський «Орел», а потім по півроку за «Зорю» та «СКА-Енергія».
На початку 2006 року перейшов у київський «Арсенал», проте за півтора сезони так і не закріпився в основному складі, так само як і в першолігових «Волині» та «Олександрії».
З літа до кінця 2008 року грав за друголігове київске ЦСКА, після чого завершив футбольну кар'єру.